# 성당면
성당면(聖堂面)은 대한민국의 전북특별자치도 익산시에 설치된 면이다.

## 개요
성당면은 전북특별자치도 북단에 위치하고 있으며, 동쪽으로 함열읍, 용안면 서쪽으로 웅포면 남쪽은 웅포면, 남쪽은 함라면, 황등면 북쪽은 금강변으로 충청남도 부여군과 도계를 이루고 있으며, 시청에서 24km거리에 위치하고 있다.

## 행정 구역
- 갈산리
- 대선리
- 두동리
- 부곡리
- 성당리
- 와초리
- 장선리

## 교육
- 성당초등학교 (갈산리)
  - 남성분교 (폐교) - 함낭로 207 (와초리 / 現 익산 교도소세트장)
- 금성초등학교 (폐교) - 성당로 649 (두동리)
- 성당중학교 (갈산리)

## 문화재
- 유계 신도비 및 남원윤씨 절행 정판 (전라북도 문화재자료 제135호)